# Alchemilla elongata
Alchemilla elongata là loài thực vật có hoa trong họ Hoa hồng. Loài này được Eckl. & Zeyh. mô tả khoa học đầu tiên năm 1836.